# Nesticus brasiliensis
Nesticus brasiliensis là một loài nhện trong họ Nesticidae.
Loài này thuộc chi Nesticus. Nesticus brasiliensis được Paolo Marcello Brignoli miêu tả năm 1979.